# Hertogdom Silezië
Het hertogdom Silezië was een middeleeuws hertogdom in Polen.
Het ontstond in 1138 door het testament van Bolesław III van Polen, die zijn staat verdeelde onder zijn zoons, waarbij elk een erfelijk hertogdom verwierf. Wladislaus de Balling kreeg Silezië met Wrocław als hoofdstad. 
In 1163 werd Silezië geschonken aan Wladislaus' zonen door de groothertog van Polen Bolesław IV de Kroesharige. Daarop werd Silezië opgedeeld in vele afzonderlijke hertogdommen onder Wladislaus' afstammelingen en opvolgers, totdat diens lijn uitstierf in 1675. 

## De Silezische hertogdommen
- hertogdom Brzeg (Księstwo Brzeskie, Herzogtum Brieg)
- hertogdom Bytom (Księstwo Bytomskie, Herzogtum Beuthen)
- hertogdom Głogów (Księstwo Głogowskie, Herzogtum Glogau)
- hertogdom Jaworzno (Księstwo Jaworskie, Herzogtum Jauer)
- hertogdom Legnica (Księstwo Legnickie, Herzogtum Liegnitz)
- hertogdom Nysa (Księstwo Nyskie, Herzogtum Neisse)
- hertogdom Oleśnica (Księstwo Oleśnickie, Herzogtum Oels)
- hertogdom Opole (Księstwo Opolskie, Herzogtum Oppeln)
- hertogdom Oświęcim (Księstwo Oświęcimskie, Herzogtum Auschwitz)
- hertogdom Prudnik (Księstwo Prudnickie, Herzogtum Prudnik)
- hertogdom Pszczyna (Księstwo Pszczyńskie, Herzogtum Pless)
- hertogdom Ratibor (Księstwo Raciborskie, Herzogtum Ratibor)
- hertogdom Siewierz (Księstwo Siewierskie, Herzogtum Siewierz)
- hertogdom Świdnica (Księstwo Świdnickie, Herzogtum Schweidnitz)
- hertogdom Teschen (Księstwo Cieszyńskie, Knížectví Těšínské, Herzogtum Teschen)
- hertogdom Troppau (Knížectví Opavské, Herzogtum Oppau)
- hertogdom Wrocław (Księstwo Wrocławskie, Herzogtum Breslau)
- hertogdom Zator (Księstwo Zatorskie, Herzogtum Zator)
- hertogdom Ziębice (Księstwo Ziębickie, Herzogtum Münsterberg)
- hertogdom Żagań (Księstwo Żagańskie, Herzogtum Sagan)

Van 1740 tot 1918 werd het kleine Oostenrijkse kroonland Oostenrijks Silezië nog hertogdom Silezië genoemd.